# Dolores (film 1995)
Dolores (ang. Dolores Claiborne) – amerykański thriller filmowy z 1995 roku w reżyserii Taylora Hackforda. Zrealizowany na podstawie powieści Stephena Kinga Dolores Claiborne.

## Obsada
- Kathy Bates
- Jennifer Jason Leigh
- Ellen Muth
- Judy Parfitt
- Christopher Plummer
- David Strathairn
- Eric Bogosian
- John C. Reilly
- Bob Gunton
- Wayne Robson
- Ruth Marshall